# Крайслер, Георг

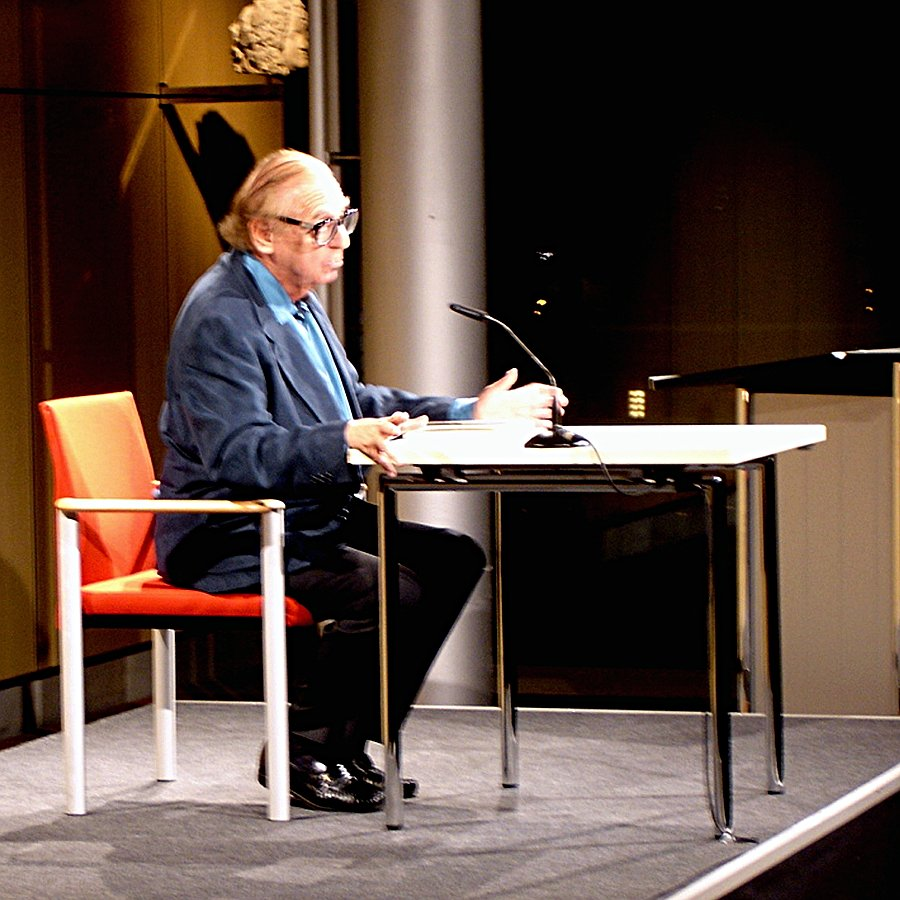
Георг Крайслер. Выступление в Берлинской академии искусств. 2005

Гео́рг Кра́йслер (нем. Georg Kreisler; 18 июля 1922[…], Вена — 22 ноября 2011[…], Зальцбург) — австрийский пианист, композитор и писатель, поэт.
Родился в семье адвоката еврейского происхождения. В 1938 году, после аншлюса Австрии c нацистской Германией, эмигрировал вместе с родителями через Италию в США. В 1943 году получил американское гражданство. Был призван в армию, участвовал во Второй мировой войне. После войны изучал в США музыкальное искусство, выступал с собственными сочинениями в эмигрантских кабаре. Первоначально учится на дирижёра, однако в конце концов выбрал эстраду. Выступал певцом в ночных клубах Нью-Йорка.
Вернувшись в 1955 году в Вену, выступал с развлекательными и музыкальными номерами, исполнял фортепианные произведения. Совместно со своей женой Топси организовал музыкальные вечерние радио- и телевизионные программы, записывал свои многочисленные сатирические песни стиля шансон. Многие песни Крайслера, в том числе «Geh’n ma Tauben vergiften im Park» (Пойдём-ка в парк травить голубей), «Zwei alte Tante tanzen Tango» (Две старые тётки танцуют танго), «Der guate alte Franz» (Старый добрый Франц), «Die Füchse verjuxen den Max auf der Rax», стали хитами. Эти и другие песни выходили также в сатирических сборниках Крейслера «Неарийские арии» (нем. Nichtarische Arien, 1967), «Страшные песни» (нем. Lieder zum Fürchten, 1964 и 1969), «Мне ничего не хочется» (нем. Ich hab’ ka Lust, 1980).
В 1986 году издал сборник сатирических стихотворений «Слова без песен» (нем. Worte ohne Lieder).